# Naučná stezka Staré hliniště
Naučná stezka Staré hliniště, nazývaná také Naučná stezka Starým hliništěm, je lesní a mokřadová okružní naučná stezka. Rozkládá se na území přírodní památky Staré hliniště v městské části Pod Bezručovým vrchem v Krnově v okrese Bruntál v Moravskoslezském kraji v pohoří Zlatohorská vrchovina v regionu Horní Slezsko.

## Historie, zaměření a popis stezky
Naučná stezka Staré hliniště leží cca 2,5 km severně od Krnova. Má délku cca 0,7 km a 10 zastávek s informačními panely. Je to nenáročná stezka s několika krátkými dřevěnými schodišti a malým převýšením. Zaměřuje se na místní těžbu surovin, přírodu, ekologické vztahy a chráněné rostliny a živočichy (především obojživelníky). Nachází se na území bývalé krnovské cihelny, jejíž činnost byla ukončena v 70. letech 20. století, a přilehlého zaniklého lomu poblíž česko-polské státní hranice. Stezka byla postavena v listopadu 2003 a jejím zřizovatelem je Český svaz ochránců přírody. Oblast poskytuje velmi vhodné podmínky pro život plazů a obojživelníků.

## Další informace
Stezka je celoročně volně přístupná a leží také na území Areálu pevných kontrol pro orientační běh Hliniště s několika kontrolními stanovišti pro orientační běh.

## Galerie

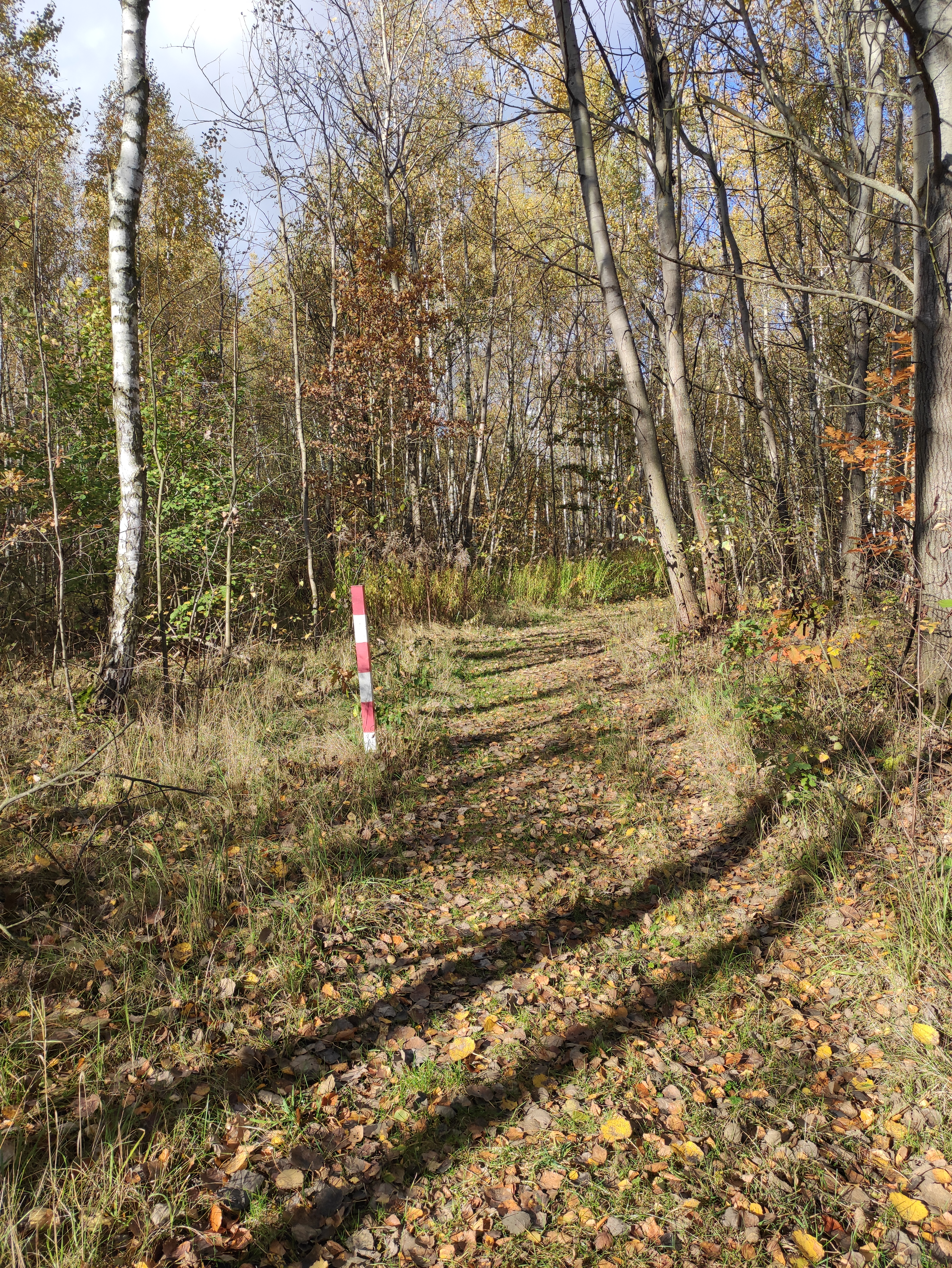
Pevné kontrolní stanoviště orientačního běhu
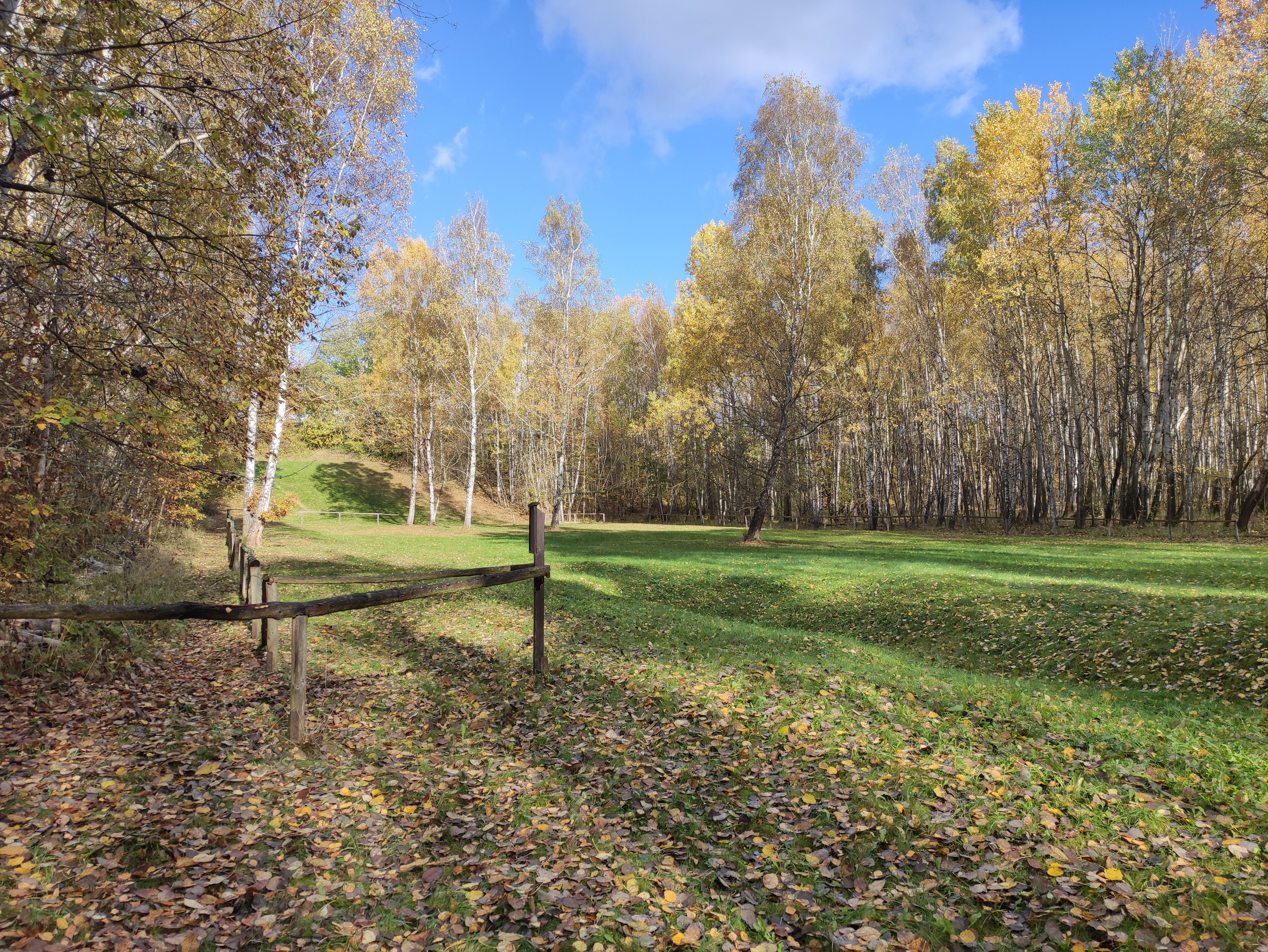
Louka
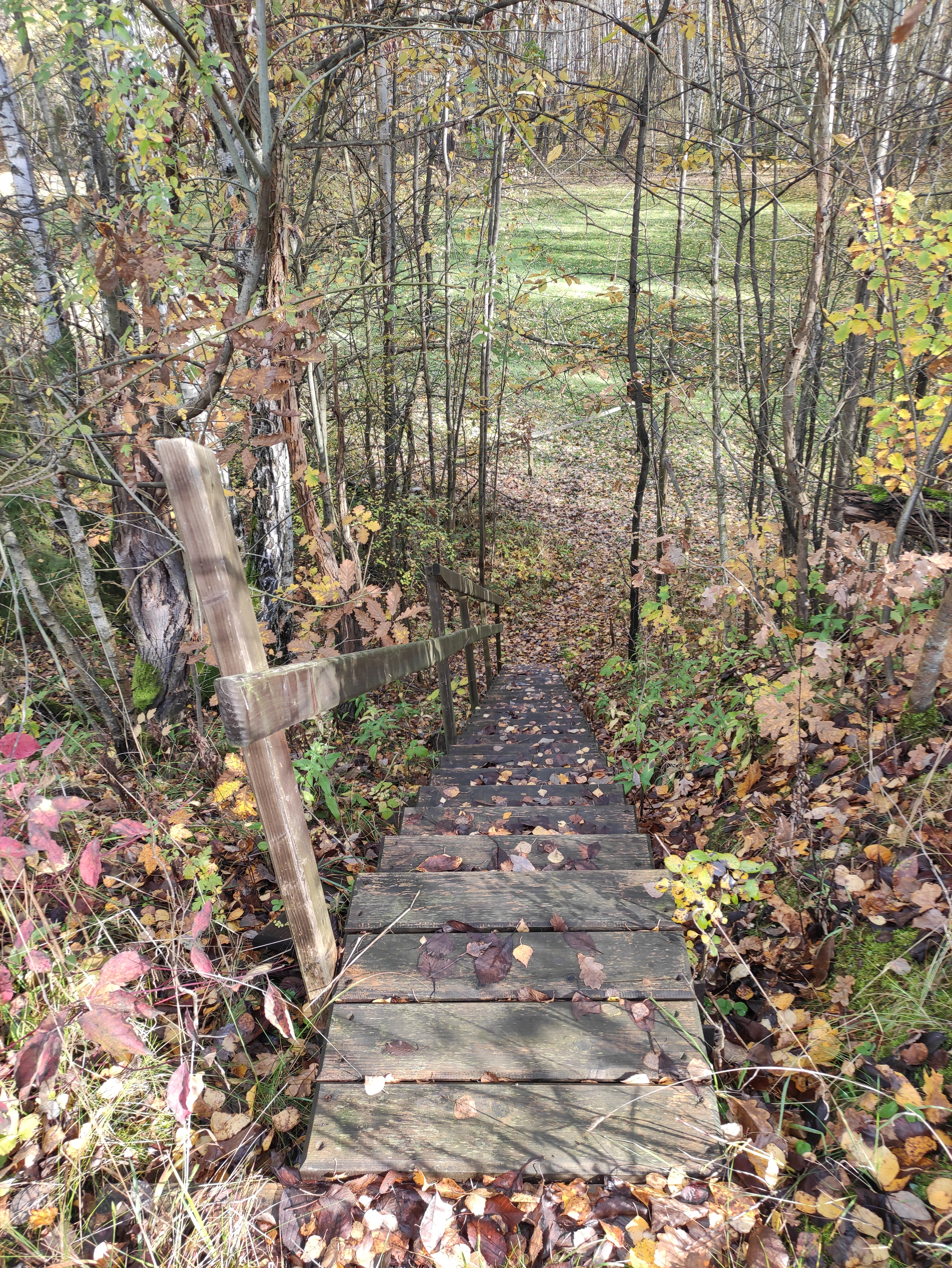
Dřevěné schody ve svahu
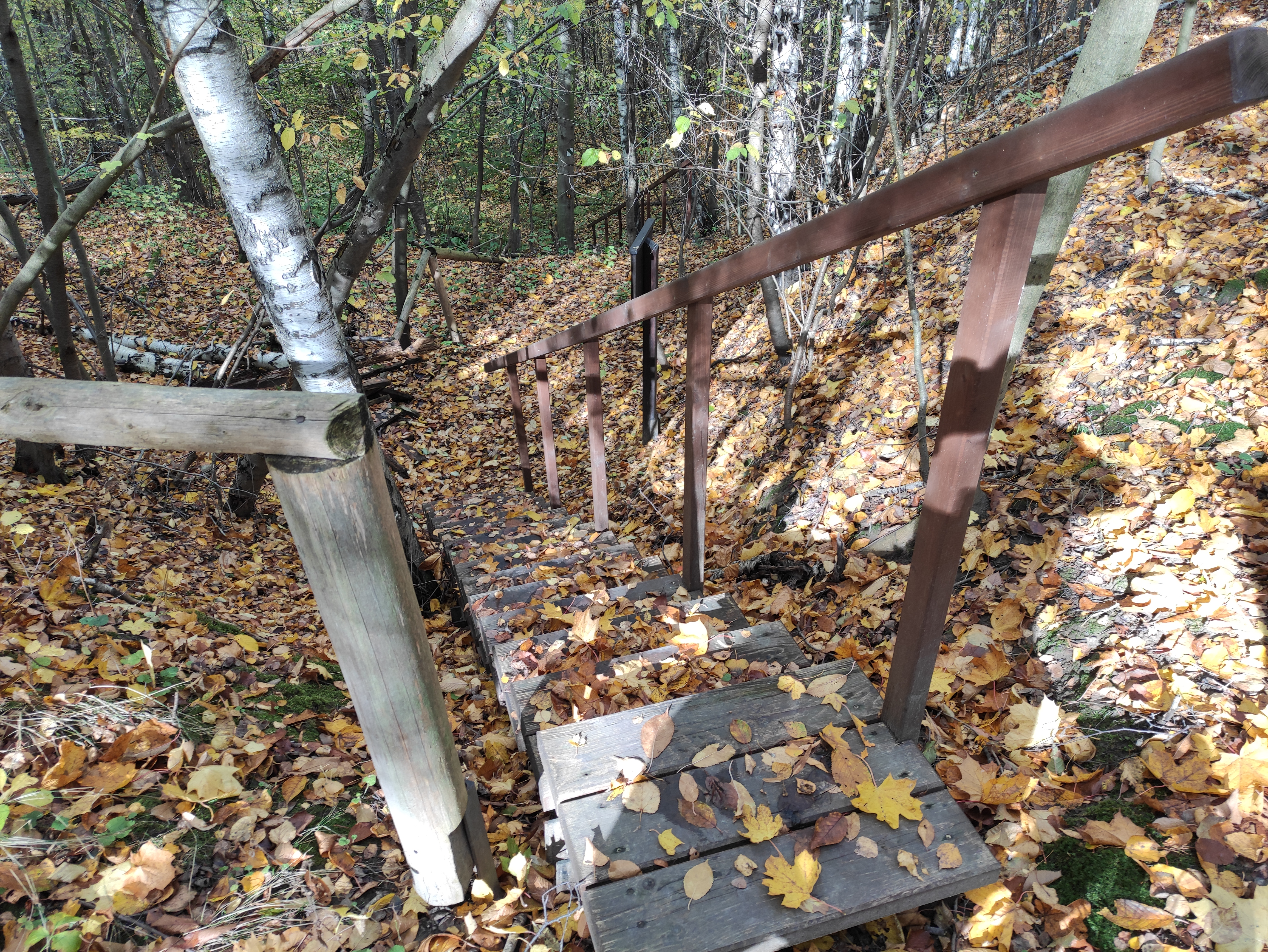
Dřevěné schody ve svahu